# Wilhelm Heinrich Koopmann

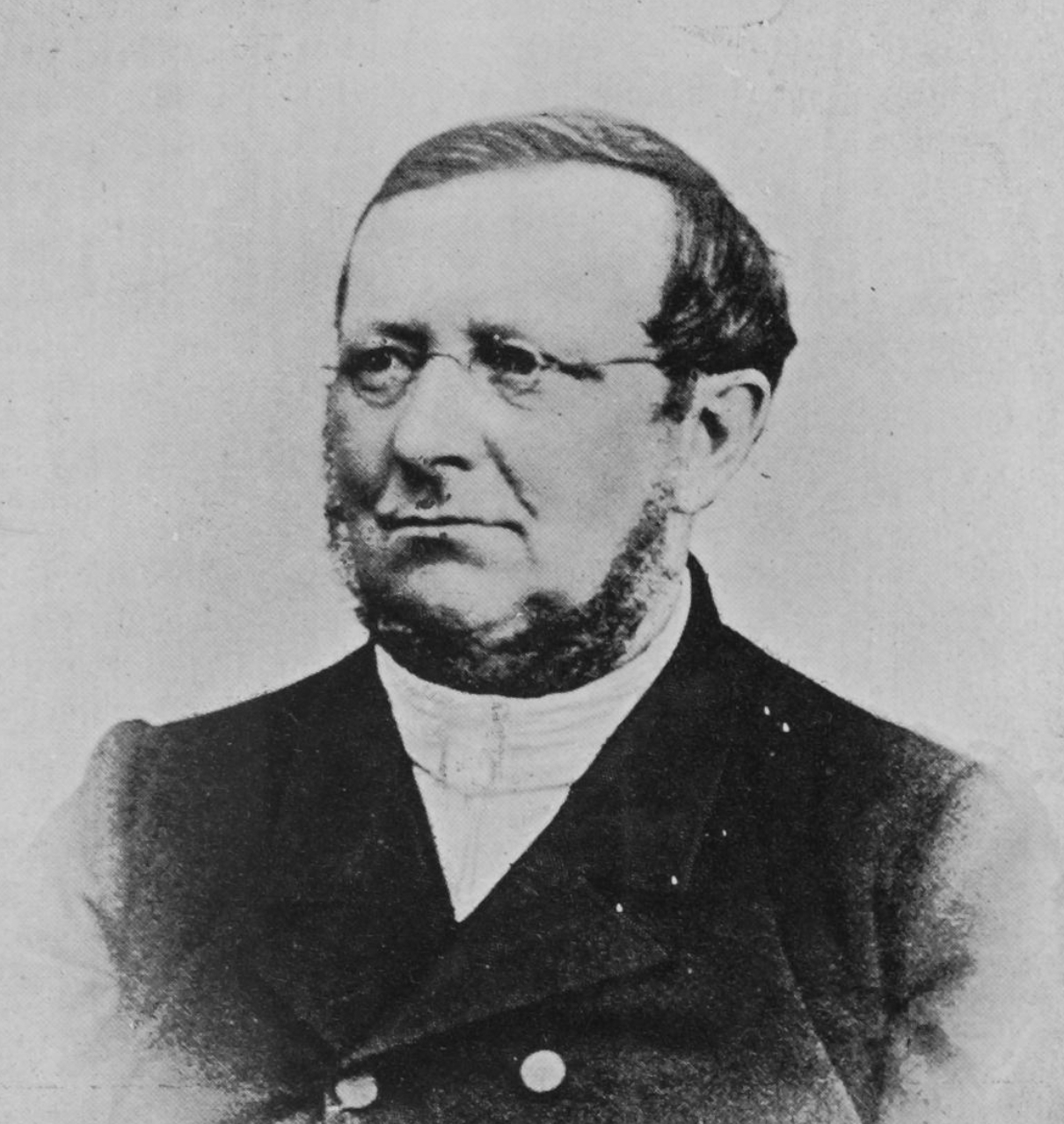
Wilhelm Heinrich Koopmann

Wilhelm Heinrich Koopmann (* 4. September 1814 in Tönning; † 20. Mai 1871 in Hamberge) war ein deutscher lutherischer Bischof für Holstein und ab 1868 innerhalb der Evangelisch-Lutherischen Landeskirche Schleswig-Holstein.

## Leben
Koopmann − Sohn des Schullehrers Christian Heinrich Koopmann − besuchte die Gelehrtenschule zu Husum unter Rektor Peter Friedrichsen. Dort befreundete er sich mit seinem Mitschüler Theodor Storm. Gut vorgebildet besuchte er ab 1834 die Christian-Albrechts-Universität zu Kiel (Christiana Albertina). Während seiner Studienzeit machte besonders Claus Harms auf ihn einen tiefen und bleibenden Eindruck. Koopmann bekannte sich ganz entschieden zur lutherischen Orthodoxie und vertrat den konfessionell lutherischen Standpunkt mit Hartnäckigkeit. Nach fünf Jahren Studium bestand er 1839 das theologische Amtsexamen mit sehr rühmlicher Auszeichnung. Danach trat er als Hauslehrer in die Dienste des damaligen Amtmanns auf Schloss Gottorf, Ludwig Nicolaus von Scheele (1796–1874), der 1855 bis 1857 Minister für Holstein und Lauenburg sowie Auswärtiges werden sollte. Nach nur kurzer Zeit im Dienste von Scheeles wurde er am 23. August 1840 zum Diaconus an der St.-Jürgen-Kirche zu Heide gewählt. In dieser Zeit war er Klaus Groth ein Lehrer für Latein und Philosophie.
Als erste Veröffentlichung Koopmanns erschien 1842 anonym die Schrift Der Grund- und Glaubensmangel des Buches „die Grund- und Glaubenslehren“ … Nachgewiesen von einem orthodoxen Prediger in Dithmarschen, die sich gegen seinen früheren Lehrer Joachim Friedrich Clasen, Pastor in Tönning, richtete, der im Jahr zuvor Die christlichen Grund- und Glaubenslehren der Orthodoxen und Rationalisten oder der Blind- und Denkgläubigen in der evangelisch-protestantischen Kirche herausgegeben hatte.
Daraus erwuchs eine Debatte mit Martin Harring in Sehestedt (dem Bruder von Harro Harring), der Koopmann in zwei Episteln entgegenhielt: Erster Brief an den s.[alvo] t.[itulo] orthodoxen Herrn Amtsbruder in Dithmarschen, enthaltend die biblische Lehre von der Nothwendigkeit der guten Werke zur Seligkeit (1842) und ein zweiter Brief im gleichen Jahr. Hierauf erwiderte Koopmann im folgenden Jahr mit Die Scheidewand zwischen Christenthum und Widerchristenthum, allgemein faßlich beschrieben. Als Vorwort ein Sendschreiben an Herrn Pastor Harring, worauf Harring noch im gleichen Jahr mit einem Sendwort antwortete, womit dieser Streit endete.
Am 2. April 1845 wechselte Koopmann von der holsteinischen zur lauenburgischen Landeskirche, wo er Pastor an der Maria-Magdalenen-Kirche in Lauenburg an der Elbe wurde. Durch diese Personalentscheidung wurde der seit langem schwelende Gegensatz der Landeskirchen virulent. Gegen die Beseitigung des kirchlichen Einflusses in den lauenburgischen Schulen, wie durch das lauenburgische Schulgesetz in den Jahren der Erhebung geplant, eröffnete Koopmann eine Polemik mit seiner 1850 verfassten Schrift: Die grundrechtliche Confusion in Staat, Kirche und Schule, beleuchtet mit besonderer Rücksicht auf den neuen Schulgesetzentwurf für das Herzogthum Lauenburg. Darin erklärte er sich auch gegen die Schleswig-Holsteinische Erhebung. Der Superintendent der lauenburgischen Landeskirche, Carl Friedrich Wilhelm Catenhusen, unterstützte Koopmanns Haltung in der Schulfrage. Koopmanns Haltung machte ihn in Lauenburg weithin unbeliebt.
Nach Ende der Erhebung wechselte Koopmann von der lauenburgischen zurück zur holsteinischen Landeskirche, wo er am 7. September 1854 das Pastorat an der Christianskirche in Ottensen antrat. Im Zuge der vom Ministerium für die Herzogtümer Holstein und Lauenburg zu Kopenhagen unter von Ludwig Nicolaus von Scheele betriebenen Reformen der lutherischen Kirchenverfassung im Herzogtum Holstein wurde aus der holsteinischen lutherischen Landeskirche in Anlehnung an die dänische Nomenklatur das Stift Holstein und der geistliche Leiter firmierte statt als Generalsuperintendent fortan als Bischof. Am 2. Mai 1855 wurde Koopmann erster Bischof für Holstein in der Nachfolge des Generalsuperintendenten Johann Carl Julius Herzbruch. Koopmann nahm seinen Wohnsitz in Altona und amtierte an der St.-Trinitatis-Kirche. Zu seinen Aufgaben gehörte 1857, nach Glückstadt zu reisen, um die dortige Schloss- und Garnisonsgemeinde aufzuheben. Für seine seit der Erhebung betriebene Evangelisationsarbeit war Koopmann dem Missionar der Religious Tract Society, James Craig, wohl gesinnt, der Holstein als unwissendes unmoralisches Land einschätzte. Der Altonaer Propst Ernst Adolf Lilie (1864–1891) monierte 1866 das „immer bedenklichere Verhältnis“ Koopmanns zu Craig, den er für einen methodistischen Sektierer hielt.
Als Bischof war Koopmann bemüht, verschiedene Reformen durchzuführen. Zunächst wollte er einen neuen Landeskatechismus entwickeln und einführen. Die Beauftragten Hasselmann und Asmussen hatten keinen Entwurf vorgestellt, so dass Koopmann 1860 selbst einen lieferte: Der kleine Katechismus Lutheri durch Bibelsprüche und kurze Sätze erklärt. Dagegen erhob sich ein starker Kampf, besonders von Seiten der Lehrerschaft. Somit musste Koopmann das Projekt eines neuen Katechismus aufgeben. Auch sein Bemühen, das Cramersche Gesangbuch, das ihm zu rationalistisch schien, durch ein neues orthodoxes Gesangbuch zu ersetzen, trug am Ende keine Früchte.
Während des Deutsch-Dänischen Krieges (Februar bis Oktober 1864) begrüßte Koopmann, als Teil des Altonaer Empfangskomitees, mit einer Ansprache Wilhelm I. von Preußen am 23. April 1864 auf seiner Rückreise von den Truppen in Holstein und Schleswig nach Berlin. Nachdem Koopmann sich 1850 gegen die Erhebung ausgesprochen hatte, erwarteten viele, dass er nach der Einnahme Holsteins für den Deutschen Bund nach Dänemark auswandern würde. Doch er blieb und die österreichische Interimsverwaltung (1864–1866) beließ ihn im Amt. Die preußische Kreuzzeitung hielt ihm seine frühere Loyalität zur holsteinisch-dänischen Regierung vor, wogegen Koopmann seinen Standpunkt verteidigte mit der Schrift: Meine Rechtfertigung gegenüber den Verdächtigungen der Kreuzzeitung in Betreff meiner Stellung zur Landessache.
1866 verlieh ihm die theologische Fakultät der Christiana Albertina den Doctor theologiae honoris causa. 1866 verwandte sich Koopmann für den Verein für Innere Mission. Als lutherischer Orthodoxer mühte er sich um Rückdrängung des alten Rationalismus der Aufklärungstheologie, richtete sich aber zugleich gegen die Ausbreitung des neuen Rationalismus seiner Zeit, wie ihn der Deutsche Protestantenverein verbreitete. Koopmann veröffentlichte dazu Das evangelische Christenthum in seinem Verhältnisse zu der modernen Cultur: zugleich ein motivirter Protest gegen die Tendenzen des sogenannten deutschen Protestantenvereins, woraus sich ein Kampf entwickelte, der besonders mit Richard Adelbert Lipsius scharf geführt wurde.
Im März 1867 empfing Wilhelm I. in Kiel Koopmann und dessen schleswigschen Kollegen Generalsuperintendent Bertel Petersen Godt, wobei beide um Schutz für die evangelisch-lutherische Kirche in den Herzogtümern baten. Wilhelm I. sicherte der evangelischen Kirche in den Herzogtümern, den Begriff lutherisch fortlassend, in ihrem väterlichen Glauben und Bekenntnisse den königlichen Schutz zu, so wie anderwärts in Preußen auch. Angesichts der vor 1866 in den älteren Provinzen durchgeführten Preußischen Union von Lutheranern und Reformierten musste diese vage Formulierung die Furcht schüren, dass auch in Holstein eine Union oktroyiert werde.
Der schon für 1866 in Kiel geplante Deutsche Evangelische Kirchentag, „der im Laufe der Zeit immer mehr ein Werkzeug unionistischer Bestrebungen geworden ist,“ fand wegen des Krieges erst im Jahr darauf statt. Johann Hinrich Wichern vom altpreußischen Evangelischen Oberkirchenrat (EOK) hatte Godt und Koopmann für die Mitarbeit im schleswig-holsteinischen Landes-Comité des Kirchentags gewonnen. „Der 14. «evangelische Kirchentag» machte die ersten offenkundigen Anstrengungen, auch dieses Land in die Unionsströmung hereinzuziehen.“ Der EOK hatte in einer Denkschrift seine eigenen Pläne veröffentlicht, sein Organ, die Neue evangelische Kirchenzeitung, entsprechend berichtet.
Angekündigt wurden für den Kirchentag unter anderen folgende Vorträge zweier ehemaliger Mitglieder der theologischen Fakultät in Kiel, nämlich „In wie weit die evangelischen Sonderconfessionen in der Gegenwart zu ihrer Sicherung und gedeihlichen Entwickelung einer selbständigen kirchlichen Ausgestaltung bedürfen“ von Emil Herrmann, Kirchentagspräsident, Georg-August-Universität Göttingen, sowie „Die Rechtfertigung durch den Glauben an Christus in ihrer Bedeutung für christliche Erkenntniß und christliches Leben“ von Isaak Dorner, Mitglied des EOKs in Berlin.
Kaum war die Nachricht von dem, was man in Kiel beabsichtigte, durchs Land gedrungen, als sich zuerst schon unterm 17. Juli die Geistlichen in und um Hadersleben vereinigten, folgende Erklärung abzugeben: Die unterzeichneten Geistlichen der lutherischen Kirche Schleswigs haben aus der Einladung zum Kirchentage in Kiel 1867 ersehen, daß dort folgende Frage zur Verhandlung kommen soll: „Wie weit bedürfen in der Gegenwart die evangel.[ischen] Sonderbekenntnisse zu ihrer Sicherung und gedeihlichen Wirksamkeit einer selbständigen Ausgestaltung?“ – Wenn auf Grund dieses also formulirten Thema’s in Kiel solche Resolutionen gefaßt werden sollten, welche die Selbständigkeit unserer luther.[ischen] Kirche gefährden könnten, so fühlen wir uns, als auf die Invariata eidlich verpflichtete Diener der luth.[erischen] Kirche, in unserm Gewissen gedrungen zu erklären: 1) daß wir hier keine Sonderbekenntnisse haben, sondern die auf dem luther.[ischen] Bekenntnisse ruhende luth.[erische] Kirche; 2) daß wir uns für verpflichtet erachten, für die Selbständigkeit dieser unserer Kirche nach Kräften einzustehen, 3) daß unsere evangel.[isch]-lutherische Kirche ein unantastbares Recht auf eigene, ausschließlich luther.[ische] Kirchenverwaltung hat, ohne welche sie aufhören würde, eine lutherische Kirche zu sein. Daraufhin trafen sich etwa 40 bis 50 unionistisch gestimmte und unionsfreundliche Geistliche aus der Provinz am 25. Juli zu einer Konferenz in Neustadt in Holstein und verabschiedeten das Neustadter Programm, worin sie eine presbyterial-synodale Kirchenverfassung für die Landeskirche forderten.
Beim Kirchentag in Kiel vom 3. bis 6. September kam es dann zum Schlagabtausch. Nach dem einleitenden Gottesdienst in der St.-Nikolai-Kirche mit Predigt von Hauptpastor Andreas Detlef Jensen, der nach dem Ersten Brief des Paulus an die Korinther (1 Kor 3,9–15 ) über den Frieden der Kirche sprach, hielt Herrmann seinen Vortrag. Direkt in Reaktion darauf erklärte Koopmann: „Wir stehen in einem lutherischen Gotteshause. Dort auf der Kanzel stand lange Jahre hindurch der gewaltige Mann, dessen lutherisches Zeugniß weithin zündete, Claus Harms. Gerade jetzt vor 50 Jahren erschienen seine kirchenhistorisch gewordenen Thesen. Wir feiern ihr Jubiläum. Auch das Jubiläum der 75. These feiere ich: «Als eine arme Magd möchte man die luther.[ische] Kirche jetzt durch eine Copulation reich machen. Vollzieht den Akt ja nicht über Luthers Gebein! Es wird lebendig davon und dann – Weh euch!» Lieben Brüder! Man kann durch Unterstellung unter eine unionistische Oberbehörde uns sehr wehe thun, aber ein Wehe wird man dadurch nicht auf uns bringen. Es fällt anderswo hin. Gott berathe uns. Amen!“ Weiter tadelte Koopmann an Herrmanns Vortrag die gesamte Anschauung von Sonderbekenntnissen, von denen eine lutherische Kirche nichts wisse, und forderte für die lutherische Kirche Schleswig-Holsteins das Recht, durch eine lutherische Kirchenbehörde regiert zu werden.
Am folgenden Morgen ging die Tagung um 9 Uhr mit Dorners Vortrag weiter. Sein Vortrag „fand bei den kirchlich Gesinnten eine günstigere Aufnahme und Beurtheilung, wie er ja auch nicht geradezu für die Union plaidirt.“ Doch fühlte Koopmann sich auch hier gedrungen, dagegen zu protestieren, dass die Lehre von der Rechtfertigung durch den Glauben an Christus als Grundlage und Prinzip für eine Einigung der reformatorischen Kirchen betrachtet werde. „Zur Einigung der Kirchen dient dieses Band nicht. Denn dies Kleinod soll und muß in seiner Reinheit bewahrt werden. Nun dürfen wir nicht vergessen, daß es aufs engste mit allen Dogmen der Heilslehre zusammenhängt.“
Beschlüsse und Resolutionen wurden auf dem Kirchentage selbst nicht gefasst, was auch nicht in seiner Kompetenz lag. Doch Wichern warb – ungeachtet der umstrittenen Unionsfrage – auf dem Kirchentag bei Koopmann sowie anderen führenden Geistlichen der Provinz wie Godt, Franz Volkmar Reinhard Hansen (Propst zu Schleswig), Jensen, Friedrich Mommsen, Klosterprediger Heinrich Rendtorff sen. (1814–1868), Bürgermeister Thomsen (Kiel), Ernst Friedrich Versmann (Propst zu Itzehoe) und Bernhard Weiß für die Innere Mission.
Eine Einigung beider Hauptparteien in der Frage der Union oder auch nur ein Kompromiss kamen nicht zu Stande, jede Partei ging vielmehr ihren eigenen Weg weiter. Während die Mitglieder der Kieler theologischen Fakultät meist die Seite der Union einnahmen, hielten Koopmann und Godt mit der Mehrzahl der Geistlichen zur lutherischen Kirche. Koopmanns Einsatz zog viele auf die lutherische Seite. Auf einer Versammlung am Rande des Kirchentags erklärten 150 Geistliche der ganzen Provinz einmütig: „Man wolle gern mit den Gegnern zusammen gehen, wenn sie auf Grund folgender Sätze der Vereinigung beitreten wollten: 1) Wir wollen nicht unter den Oberkirchenrath; 2) wir haben eine evangelisch-lutherische Kirche; 3) wir wünschen bald ein lutherisches Landesconsistorium, welches in Betreff der Verfassung das Weitere zu veranlassen hat.“
Später aber vereinigte sich eine Anzahl Geistlicher und Laien, präsidiert von Jensen, die auch ohne Union möglichst viel des Neustadter Programms übernehmen wollten und entschieden: „Wir beschließen, falls nach dem 1. Oktober [1867] nicht ein Landesconsistorium eingesetzt und demselben der Auftrag ertheilt sein sollte, die Einleitung zur Einführung einer presbyterial-synodalen Verfassung zu treffen, im Laufe des October wieder zusammen zu kommen und weitere Schritte zur Erreichung dieses Zieles zu berathen.“ Hansen, Jensen und Versmann wollten es übernehmen, eine erneute Versammlung einzuberufen. Seit Oktober 1867 war bei der preußischen Regierung die Union für die Landeskirchen in den neu eroberten Provinzen Preußens vom Tisch.
1868 nahm Koopmann an der Allgemeinen Evangelisch-Lutherischen Konferenz (AELK) in Hannover teil, die, zunächst als Reaktion auf die preußischen Annexionen von 1866 geplant, zur Abwehr einer Kirchenunion führende Lutheraner und Vertreter lutherischer Kirchenleitungen unter anderen aus den von Preußen annektierten Gebieten Frankfurt am Main, Hannover und Schleswig-Holstein zusammenbrachte, darunter Gottlieb Christoph Adolf von Harleß, Theodor Kliefoth, Christoph Ernst Luthardt und Gerhard Uhlhorn. Koopmann wurde ein eifriges Mitglied der AELK und eröffnete deren Tagung in Leipzig 1870 mit einer Festpredigt über den Brief an die Hebräer (Hebr 4,14 ), die auch gedruckt wurde. Bei der Zusammenführung der lutherischen Stifter Holstein und Schleswig 1868 zur Evangelisch-Lutherischen Landeskirche Schleswig-Holstein wurde Koopmann im bisherigen Amte übernommen.
Koopmann besorgte mit Edgar Bauer, der in Altona einen Verlag betrieb, die Ausgabe der Kirchlichen Blätter (1870) sowie der Christlich-politischen Vierteljahrsschrift. Koopmann „starb 20. Mai 1871 im Hause des Pastors Kräh in Hamberge, wo er zu einer Kirchenvisitation eingetroffen war.“ Er wurde auf dem Friedhofe in Nordhastedt, wo seine Tochter Katharina mit dem Pastor verheiratet war, beerdigt. Koopmanns orthodoxes Wirken blieb in der benachbarten lauenburgischen Landeskirche in Erinnerung, so dass bei deren Aufgehen in der Landeskirche Schleswig-Holsteins der lauenburgische Synodalbeschluss zur Geltung kam, „wegen der zwischen der Schleswig-Holsteinischen und der Lauenburgischen Kirche bestehenden großen Verschiedenheit in Bezug auf die Handhabung der Lehrzucht sich einmüthig gegen den Eintritt der Lauenburgischen Kirchengemeinden in den Schleswig-Holsteinischen Synodalverband“ auszusprechen. So geschah es dann auch, die Kirchengemeinden, die bis 1878 zur lauenburgische Landeskirche gehörten, bildeten dann noch bis 1979 mit dem Sprengel Lauenburg einen eigenen Verband in der vereinten Landeskirche.
Koopmann hatte sich vielfach mit Naturwissenschaften befasst und unter anderem eine Konchyliologische Sammlung (Muschelsammlung) angelegt. Nach Koopmanns Tod errichteten seine Freunde die Koopmann-Stiftung für orthodoxe Studierende der Theologie.

## Familie
Koopmann heiratete um 1840 in erster Ehe Luise Christiane Juliane Müller (* 10. Juni 1819 in Kiel; † 14. August 1853 in Lauenburg an der Elbe). Der Ehe entstammten zwei Kinder:
- Katharina Johanna Friederika Koopmann (* 21. März 1846 in Lauenburg; † 15. September 1930 in Dessau[32]) ⚭ 29. September 1868 in Altona mit Johannes Samuel Theodor Rüdiger Hachtmann (1835–1922)
- Wilhelm Koopmann (* 1851 in Lauenburg).[4]

Nach dem Tod seiner ersten Ehefrau ging Koopmann auf Brautschau, doch die Saläre im landeskirchlichen Dienst waren nicht üppig. Daher kam „Koopmann als Freier für die jüngste Tochter des Hauses Baur nicht in Frage.“ In zweiter Ehe heiratete Koopmann schließlich am 10. November 1868 in Barby Maria (Marie) Theodora Hachtmann (* 6. März 1831 in Groß-Wulkow; † 22. Mai 1906 in Dessau), die Schwester seines Schwiegersohnes. Die Ehe blieb kinderlos.

## Werke
Schriften
- Das evangelische Christenthum in seinem Verhältnisse zu der modernen Cultur: zugleich ein motivirter Protest gegen die Tendenzen des sogenannten deutschen Protestantenvereins. Nolte, Hamburg 1866
- Der Communismus. Eine nachgelassene Schrift. Bauer, Altona 1872
- Der Grund- und Glaubensmangel des Buchs: „Die christlichen Grund- und Glaubenslehren der Orthodoxen und Rationalisten u.s.w. von J. F. Clasen“: nachgewiesen von einem orthodoxen Prediger in Dithmarschen. Bünsow, Kiel 1842
- Die grundrechtliche Confusion in Staat, Kirche und Schule, beleuchtet mit besonderer Rücksicht auf den neuen Schulgesetzentwurf für das Herzogthum Lauenburg. Linsen, Ratzeburg 1850
- Die Osterbotschaft. Ein Wort an die christliche Gemeinde. 2 Teile. Bauer, Altona 1871, Tl. 1. Die Beglaubigung, Tl. 2. Annahme oder Verwerfung
- Die Rechtfertigung allein durch den Glauben an Christum im Lichte der neueren Theologie. Schwers, Kiel 1870
- Die Scheidewand zwischen Christenthum und Widerchristenthum, allgemein faßlich beschrieben. Als Vorwort ein Sendschreiben an Herrn Pastor Harring. 1843.
- Die Täuschereien des sogenannten Neumünster’schen Programms für die kirchlichen Wahlen. Bauer, Altona 1870
- Hirtenbrief beim Antritt des Bischofs-Amtes. Altona 1855
- Meine Rechtfertigung gegenüber den Verdächtigungen der Kreuzzeitung, in Betreff meiner Stellung zu unserer Landessache: mit einer Anlage. Mentzel, Altona 1864 (2 Auflagen)
- Phantasie und Offenbarung: letztes Wort wider Prof. Lipsius. Kiel 1870
- Zeugnisse von Christo: Predigten, Maria (Marie) Theodora Koopmann (Hrsg.). Bergas, Schleswig 1876 (Sammlung von Predigten verschiedener Jahre mit Koopmanns Lebensabriss von Direktor H. C. Lange, Königliches evangelisches Schullehrer-Seminar Segeberg)

Kompilation
- Martin Luther, Der kleine Katechismus Lutheri durch Bibelsprüche und kurze Sätze erklärt und der evangelisch-lutherischen Kirche, zunächst seiner Landeskirche. Wendeborn, Altona 1860; 2. Auflage im selben Jahr

## Porträts
Folgende Porträts Koopmanns sind online:
- Emil Puls, „Wilhelm Heinrich Koopmann, Bischof für Holstein“, undatiertes Bildnis im Altonaer Museum für Kunst und Kulturgeschichte, auf: Museen Nord: Museen in Schleswig-Holstein & Hamburg, abgerufen am 14. November 2012.
- Friedrich Adolf Hornemann, „Bildnis von Wilhelm Heinrich Koopmann (1814–1871)“, um 1855 datiertes Bildnis in der Schleswig-Holsteinischen Landesbibliothek, auf: Museen Nord: Museen in Schleswig-Holstein & Hamburg, abgerufen am 14. November 2012.